# Femeia adulteră
„Femeia adulteră” (în franceză La Femme adultère) este o povestire a scriitorului francez Albert Camus. Ea a fost publicată pentru prima dată în 1957, ca parte dintr-o colecție intitulată Exilul și împărăția (L'exil et le royaume). Povestirea se referă la un cuplu Pieds-noirs căsătorit și fără copii, Janine și Marcel, care trăiesc în Algeria. Ea este scrisă la persoana a III-a urmărind evenimentele din viața Janinei. Marcel este un negustor de stofe, iar Janine este asistenta sa. Presupuși de origine franceză prin naștere sau descendență, cei doi soți trăiesc o viață izolată în Algeria, niciunul dintre ei nevorbind limba arabă.

## Rezumat
Povestea începe cu o călătorie de afaceri a cuplului Pieds-noirs cu autobuzul prin Algeria. Între soții Marcel și Janine există o relație stranie. În gândurile ei, Janine proiectează o imagine negativă a soțului ei, pe care ea îl vede ca inert și prea legat de munca lui, după ce a renunțat la pasiunile și ambițiile pe care le avea în tinerețe, atunci când s-au cunoscut. Janine se vede ca fiind încă atrăgătoare într-un mod matur și își amintește de adolescența ei.
În autobuz se află, de asemenea, un soldat francez algerian. Soldatul pare interesat de Janine, lăsând să se observe că o privește și îi oferă apoi betel dintr-o cutie aflată în buzunarul său. Janine se bucură de atenția soldatului, consolidându-și opinia că ea poate fi încă atractivă pentru bărbați, dar este apoi dezamăgită să vadă că gestul de simpatie al soldatului se oprește aici.
Cei doi soți se opresc la un hotel pentru o noapte și decid să viziteze un fort din apropiere. Janine se simte inspirată pe acoperișul fortului și este entuziasmată de această experiență. Marcel este, din contra, total neemoționat de peisaj și își convinge soția să coboare pentru că îi este frig.
Odată întors la hotel, Marcel adoarme în cameră. Janine este chinuită de insomnie și, după o analiză, decide să se strecoare afară în acea noapte și să se întoarcă singură la fort. Ajunsă la fort, Janine este copleșită de un sentiment de emoție și de libertate mai puternic decât cel simțit atunci când făcea dragoste cu soțul ei. În acest moment, narațiunea devine din ce în ce mai dramatică și senzuală pe măsură ce Janine se simte încărcată cu viață de intensele senzații trăite, încheindu-se în cele din urmă cu ea culcată pe spate sub cerul acoperit cu stele.
Înapoi în camera de hotel, Marcel se trezește și Janine izbucnește în lacrimi. Janine insistă că nu s-a întâmplat nimic și nu-i spune nimic soțului despre frustrările ei sau despre escapada ei nocturnă către fort.

## Teme majore

### Referință biblică
Titlul povestirii este luat din Ioan 8:3-11 - Femeia adulteră, în care mulțimea aduce pentru judecată o femeie adulteră înaintea lui Isus, pedeapsa obișnuită pentru adulter fiind moartea prin lapidare. Isus afirmă că prima piatră să fie aruncată de cel care nu are niciun păcat; în cele din urmă nu rămâne nimeni. Această poveste din Biblie se aseamănă cu gândirea lui Camus despre pedeapsa capitală așa cum reiese din Reflecții asupra ghilotinei. Este vorba de faptul că nu există nicio autoritate care să fie capabilă să judece o altă ființă umană pentru că nicio persoană nu deține nevinovăția absolută.

### Intenție versus fapt
Contrar titlului, Janine nu comite în niciun moment vreun act fizic de adulter. Adulterul în cauză este simbolic și în propria sa imaginație. Până la sfârșitul povestirii, Janine este vinovată doar de gând, nefiind clar dacă mai târziu ea va lua măsuri pentru a-și combate frustrarea sau dacă ea este pregătită să se întoarcă la viața sa de dinainte și să-o accepte așa cum este. Titlul ar putea fi interpretat în sensul că voința de a comite actul este egal cu actul în sine.

### Tinerețea pierdută
La începutul povestirii, Janine reflectează cu privire la adolescența ei și la perioada în care și-a întâlnit viitorul soț, precum și la alegerea făcută de ea la acel moment între siguranță și independență. Reacționând la diferitele evenimente din povestire, percepția Janinei față de ea se schimbă de la conștientizarea greutății ei și a condiției fizice precare până la mândria de a se simți în continuare atractivă pentru alți bărbați. Povestirea ar putea fi considerată ca fiind mai mult despre recâștigarea tinereții pierdute decât despre adulterul în sine.

### Puterea
De-a lungul povestirii, Janine este respinsă repetat de soțul ei din cauza inerției sale inerente, a vârstei sale înaintate și a lipsei de vitalitate. În mod similar, Janine este atrasă de puterea și vigoarea primară. Omul din autobuz de care ea este privită pentru scurt timp este un soldat și locul în care Janine este revigorată de un sentiment de tinerețe este un fort. Janine nu a făcut dragoste cu soțul ei înainte de a vizita fortul. Pe de altă parte, ea a fost excitată atunci când a privit cerul nocturn înstelat de pe acoperișul fortului. Acest eveniment este descris într-un mod erotic, ca și cum adulterul ei a avut loc nu cu un alt bărbat, ci cu noaptea-însăși într-o acțiune de eliberare temporară de viața ei servilă și plină de constrângeri.
La începutul povestirii, Janine este descrisă ca bazându-și existența pe soțul ei, care are nevoie de ea și astfel ea are un motiv de a exista. Cu toate acestea, ea devine dezamăgită de soțul ei și de viața lui limitată. În cursul călătoriei, punctul ei de vedere asupra lumii, atât la propriu, cât și la figurat, se lărgește. Din vârful fortului ea capătă o perspectivă mai largă asupra lumii.
Ea se identifică mai ales cu nomazii, ale căror corturi le vede în depărtare. Nomazii nu sunt legați de oraș sau de lumea "civilizată" în general, dar ei continuă să existe eroic. Acest lucru, împreună cu panorama extinsă de pe acoperișul fortului, începe să o afecteze pe Janine într-un mod profund pe care ea nu și-l poate explica.
În acea noapte, culcată în pat alături de soțul ei, ea se desprinde de nevoile lui limitate și se simte chemată înapoi de vastitatea deșertului, așa cum se vede de pe acoperișul fortului. În cele din urmă, este copleșită de dimensiunile infinite ale cerului și de marșul nesfârșit al stelelor. Ea face trecerea de la simpla existență ca anexă a soțului ei până la a deveni parte a unei lumi nesfârșite. Acesta este adulterul ei.  

### Pieds-noirs și arabii din Algeria lui Camus
Ca și în alte scrieri ale lui Camus, "Femeia adulteră" se petrece în Algeria, dar băștinașii algerieni nu joacă un rol semnificativ în povestire. Marcel în special, afișează dispreț și neîncredere pentru arabi; nici el și nici Janine nu s-au deranjat să învețe limba arabă și ori de câte ori Marcel vorbește despre sau cu un băștinaș algerian își exprimă dezaprobarea.
Căderea, un roman a cărui acțiune nu se petrece în Algeria, ci la Amsterdam, și conceput inițial ca o altă povestire din Exilul și împărăția, duce o lipsă similară de personaje de origine olandeză. Ambele personaje principale din Căderea sunt presupuse a fi franceze, în timp ce cetățenii olandezi nu rostesc niciun cuvânt și nu li se spune niciodată pe nume.

## Traduceri în limba română
- "Femeia adulteră", în vol. Exilul și împărăția (Editura pentru Literatură, București, 1968) - traducere de Irina Mavrodin